# Antonio Biosca
Antonio Biosca Pérez (Almería, 8 de dezembro de 1949) é um ex-futebolista espanhol, que atuava com defensor.

## Carreira
Antonio Biosca fez parte do elenco da Seleção Espanhola de Futebol da Copa do Mundo de 1978.